# Phenacetin
Phenacetin ist ein Aminophenol-Derivat und wurde als Arzneistoff zur Schmerzbehandlung und Fiebersenkung verwendet.

## Geschichte
Phenacetin wurde 1887 durch Oscar Hinsberg synthetisiert und 1888 von den Farbenfabriken vorm. Friedr. Bayer & Co. in Elberfeld als erster Arzneistoff der Firma eingeführt. Der Rohstoff p-Nitrophenol entstand als bis dahin nicht nutzbares Nebenprodukt in großen Mengen bei der Farbstoffproduktion von Benzoazurin G. Der dritte Teilschritt der Acetylierung wurde dem Konkurrenz-Produkt Antifebrin von Kalle nachempfunden.
Die Markeneintragung „Phenacetin“ wurde verweigert, da andere Firmen wie die pharmazeutische Fabrik J. D. Riedel OHG oder Höchster Farbwerke diesen Wirkstoff ebenfalls produzierten und unter der Bezeichnung Phenacetin vertrieben.

## Eigenschaften
Phenacetin ist ein farb- und geruchloser weißer Feststoff, kaum wasserlöslich und schmilzt bei etwa 135 °C.

## Verwendung
Phenacetin fand in zahlreichen Präparaten gegen Migräne, Neuralgien und Rheuma Verwendung. Missbräuchlich wurde es wegen seiner leicht euphorisierenden Wirkung – besonders in Kombination mit Coffein – auch zur Leistungssteigerung von Beschäftigten, z. B. in der Uhrenindustrie, eingenommen. Wegen seiner gesundheitsschädlichen, insbesondere nierenschädigenden Wirkung in Kombination mit anderen Schmerzmedikamenten (Phenacetinnieren oder Analgetikanephropathie, Urothelkarzinome) ist dieser Arzneistoff als Fertigarzneimittel (seit 1986 in der Bundesrepublik Deutschland, seit 1990 in der DDR) nicht mehr im Handel. In Deutschland und anderen westlichen Ländern gelten Arzneimittelanfertigungen (Rezepturen) mit Phenacetin als bedenklich. Ihre Herstellung und ihre Abgabe ist daher verboten. Ersetzt wurde Phenacetin durch den Metaboliten Paracetamol. Phenacetin wird ferner als Streckmittel von Kokain benutzt.